# Świątynia boga miasta w Szanghaju

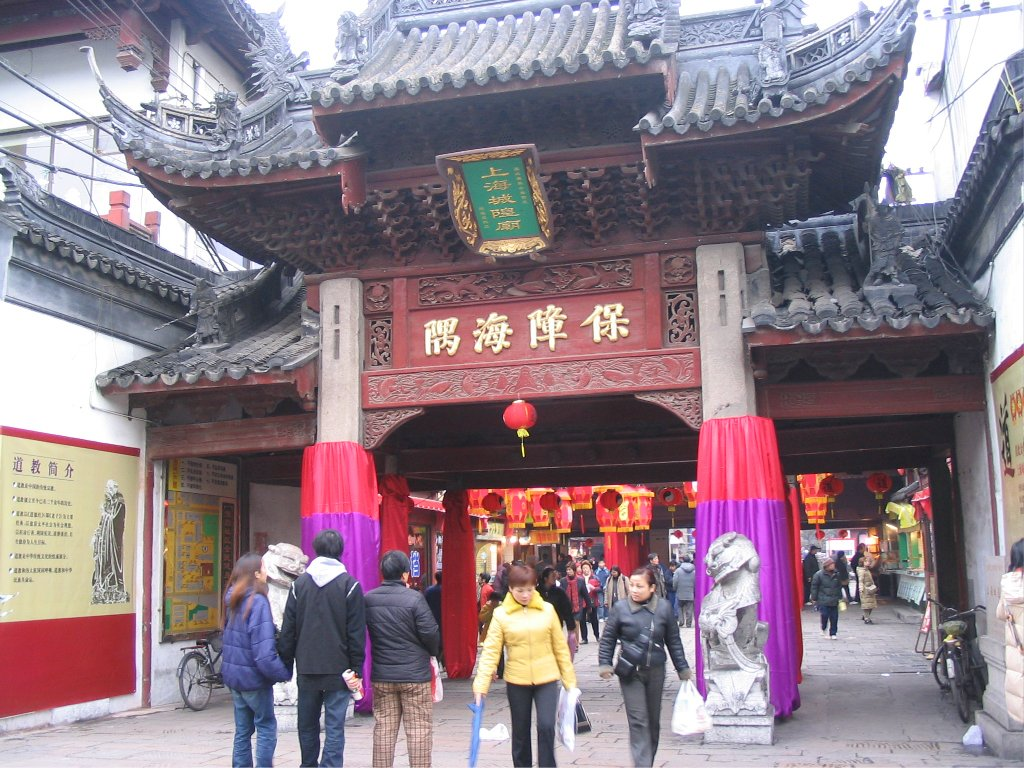
Brama wejściowa

Świątynia boga miasta (chiń. 上海城隍庙; pinyin Shànghǎi Chénghuángmiào) – świątynia taoistyczna, znajdująca się na terenie starego miasta w Szanghaju, przy ogrodzie Yuyuan. Jest jedną z najważniejszych atrakcji turystycznych miasta.
Świątynia poświęcona jest bóstwu opiekuńczemu miasta (chin. Chenghuang), którym jest XIV-wieczny uczony Qin Yubo oraz generałowi Huo Guangowi. Przed świątynią znajduje się centrum targowe z tradycyjnymi produktami. Większość znajdujących się na nim sklepików powstała na początku XX wieku.
Świątynię wzniesiono za panowania cesarza Yongle (1402–1424) z dynastii Ming. Była kilkukrotnie przebudowywana w późniejszych wiekach. Dzisiejsze zabudowania pochodzą z 1926 roku. Obecnie składa się z kilku pawilonów, zajmujących łącznie powierzchnię ponad 10 000 m². W okresie rewolucji kulturalnej świątynię zamknięto i zaadaptowano na halę fabryczną. W 1995 roku została zwrócona wspólnocie taoistycznej i odtąd ponownie pełni funkcje sakralne.
W latach 2005–2006 przeprowadzono renowację świątyni, przywracając jej pierwotny wygląd z czasów dynastii Ming.